# George Bähr
George Bähr, född 15 mars 1666, död 16 mars 1738 i Dresden, var en tysk arkitekt under barocken.
Bähr ritade en rad kyrkobyggnader i en ny för den protestaniska kyrkan av centralkyrkotyp med läktarrader. Han är mest känd för att ha ritat Frauenkirche i Dresden. 